# Kanton Bohain-en-Vermandois
Bohain-en-Vermandois (Nederlands: Bohen) is een kanton van het Franse departement Aisne. Het kanton maakt deel uit van het arrondissement Saint-Quentin.

## Gemeenten
Het kanton Bohain-en-Vermandois omvatte tot 2014 de volgende 13 gemeenten:
- Becquigny
- Bohain-en-Vermandois (Bohen) (hoofdplaats)
- Brancourt-le-Grand
- Croix-Fonsomme
- Étaves-et-Bocquiaux
- Fontaine-Uterte
- Fresnoy-le-Grand
- Montbrehain
- Montigny-en-Arrouaise
- Prémont
- Ramicourt
- Seboncourt
- Serain

Ingevolge de herindeling van de kantons bij decreet van 21 februari 2014 , met uitwerking op 22 maart 2015, zijn dat volgende 31 gemeenten:
- Aubencheul-aux-Bois
- Beaurevoir
- Becquigny
- Bellenglise
- Bellicourt
- Bohain-en-Vermandois
- Bony
- Brancourt-le-Grand
- Le Catelet
- Croix-Fonsomme
- Estrées
- Étaves-et-Bocquiaux
- Fontaine-Uterte
- Fresnoy-le-Grand
- Gouy
- Hargicourt
- Lehaucourt
- Joncourt
- Lempire
- Levergies
- Magny-la-Fosse
- Montbrehain
- Montigny-en-Arrouaise
- Nauroy
- Prémont
- Ramicourt
- Seboncourt
- Sequehart
- Serain
- Vendhuile
- Villeret